# Melitaea aestiva
Melitaea aestiva är en fjärilsart som beskrevs av Belter 1934. Melitaea aestiva ingår i släktet Melitaea och familjen praktfjärilar. Inga underarter finns listade i Catalogue of Life.